# Carlisle Gymnasium
 (mars 2025).
Le Carlisle Gymnasium est un gymnase universitaire américain à Albuquerque, au Nouveau-Mexique.
Situé sur le campus principal de l'université du Nouveau-Mexique, il a été construit en 1928 dans le style Pueblo Revival. Il est inscrit au New Mexico State Register of Cultural Properties depuis le 8 juillet 1988 ainsi qu'au Registre national des lieux historiques depuis le 22 septembre 1988.